# シンシナティ交響楽団
シンシナティ交響楽団（Cincinnati Symphony Orchestra）は、アメリカ合衆国最古のオーケストラのひとつ。

## 沿革
1893年にオハイオ州南西部のシンシナティにおいて、当時の次期大統領ウィリアム・ハワード・タフトの夫人により、シンシナティ管弦楽協会（the Cincinnati Orchestra Association）として設立され、1895年にパイクス歌劇場において最初の演奏会を行った。初代指揮者は、オランダ系アメリカ人のフランク・ヴァン・デア・ストゥッケン（テキサス出身）が務めた。シンシナティ交響楽団は早くから、エドワード・マクダウェルやリヒャルト・シュトラウスなどの国際的な有名音楽家を迎えて演奏を行い、マーラーの交響曲第5番のアメリカ初演も行っている。
ヴァン・デア・ストゥッケンが去った1907年、それから3年間にわたって経済的事情を理由に解散されたが、1909年に再結成され、イングランドの新進オルガニスト、レオポルド・ストコフスキーが首席指揮者に指名された。ストコフスキーはそれまで指揮者としてのキャリアは無に等しく、シンシナティ交響楽団は彼の指揮者としての最初のポストとなった。
ストコフスキーの退任後は、エルンスト・クンヴァルト（1912年 - 1918年在任）やウジェーヌ・イザイ（1918年 - 1922年在任）が引き継いだ。1912年にマーラーの交響曲第3番のアメリカ初演を行い、1917年にはその最初の録音も行った。
この楽団を大きく成長させたのは、1922年に音楽監督に就任したフリッツ・ライナー（1922年 - 1933年在任）である。ライナーは厳しい練習によってアンサンブルを磨き上げ、シンシナティ交響楽団はたちまちアメリカ一流の楽団にのし上がった。バルトークのピアノ協奏曲第1番のアメリカ初演も、ライナー指揮のシンシナティ交響楽団によっておこなわれている。ただし、あまりにも厳しく独裁的なライナーの指導に対して楽団員は反発し、両者の関係は最悪だった。ライナーは自分の指示に従おうとはしなかった管楽器奏者の全てを一挙に解雇したことすらあったし、楽団員たちはライナーへの対抗策としてアメリカで初めての音楽家の労働組合を結成した。
ライナーの退任後、シンシナティ交響楽団はユージン・グーセンス（1931年 - 1947年在任）、ソーア・ジョンソン（1947年 - 1958年在任）、マックス・ルドルフ（1958年 - 1970年在任）らといった指揮者のもとで、安定した進歩を遂げていく。グーセンスはアーロン・コープランドに作曲を依頼し、それによって誕生した《市民のためのファンファーレ》の世界初演も行なった。
1970年、アメリカの若手指揮者のホープとみなされていたトーマス・シッパーズがシンシナティ交響楽団の音楽監督となった。シッパーズは全力を注ぎ込んで同楽団の発展につくして楽団の名声を高めたし、楽団員や地元の音楽愛好家たちもシッパーズを熱狂的に支持した。しかし、わずか7年後にシッパーズは肺癌のために急死してしまった。シッパーズ時代の1977年に、シンシナティ・ポップス・オーケストラが設立され、エリック・カンゼルがその指揮者に迎えられた。
その後、ミヒャエル・ギーレン、ヘスス・ロペス＝コボス、パーヴォ・ヤルヴィ、ルイ・ラングレが音楽監督の地位を引き継いだ。

## 歴代音楽監督
- フランク・ヴァン・デア・ストゥッケン　(1895年 - 1907年)
- レオポルド・ストコフスキー　(1909年 - 1912年)
- エルンスト・クンヴァルト　(1912年 - 1918年)
- ウジェーヌ・イザイ　(1918年 - 1922年)
- フリッツ・ライナー　(1922年 - 1931年)
- ユージン・グーセンス　(1931年 - 1947年)
- ソーア・ジョンソン　(1947年 - 1958年)
- マックス・ルドルフ　(1958年 - 1970年)
- トーマス・シッパーズ　(1970年 - 1977年)
- ミヒャエル・ギーレン　(1980年 - 1986年)
- ヘスス・ロペス＝コボス　(1986年 - 2001年)
- パーヴォ・ヤルヴィ　(2002年 - 2011年)
- ルイ・ラングレ（英語版） (2013年 - 2024年)
- クリスティアン・マチェラル（英語版） (2025年 - ) 次期音楽監督[1]

## 外部サイト
- Cincinnati Symphony Orchestra - 公式ウェブサイト